# T/S Westkust

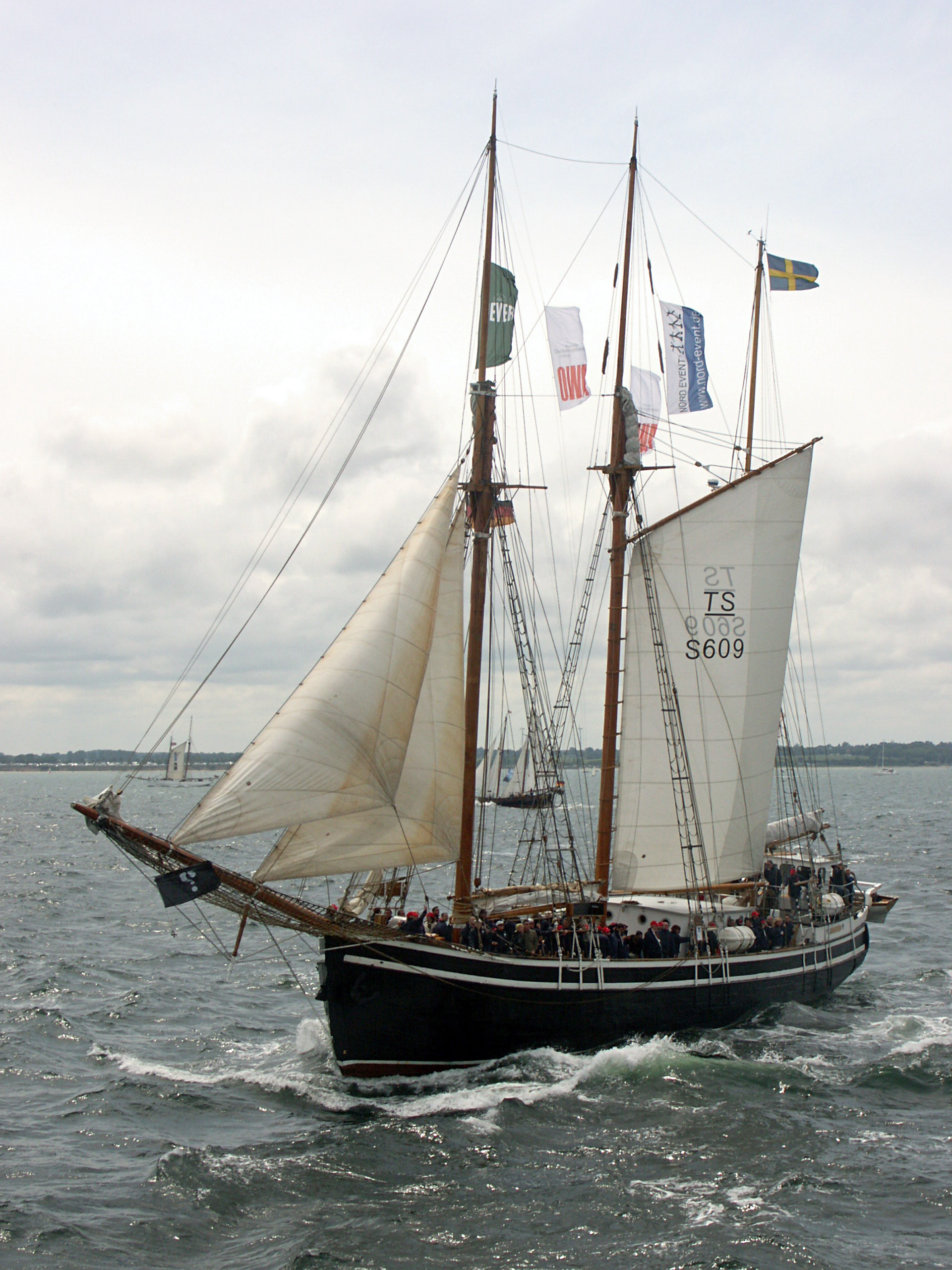
T/S Westkust besöker Kiel 2009.

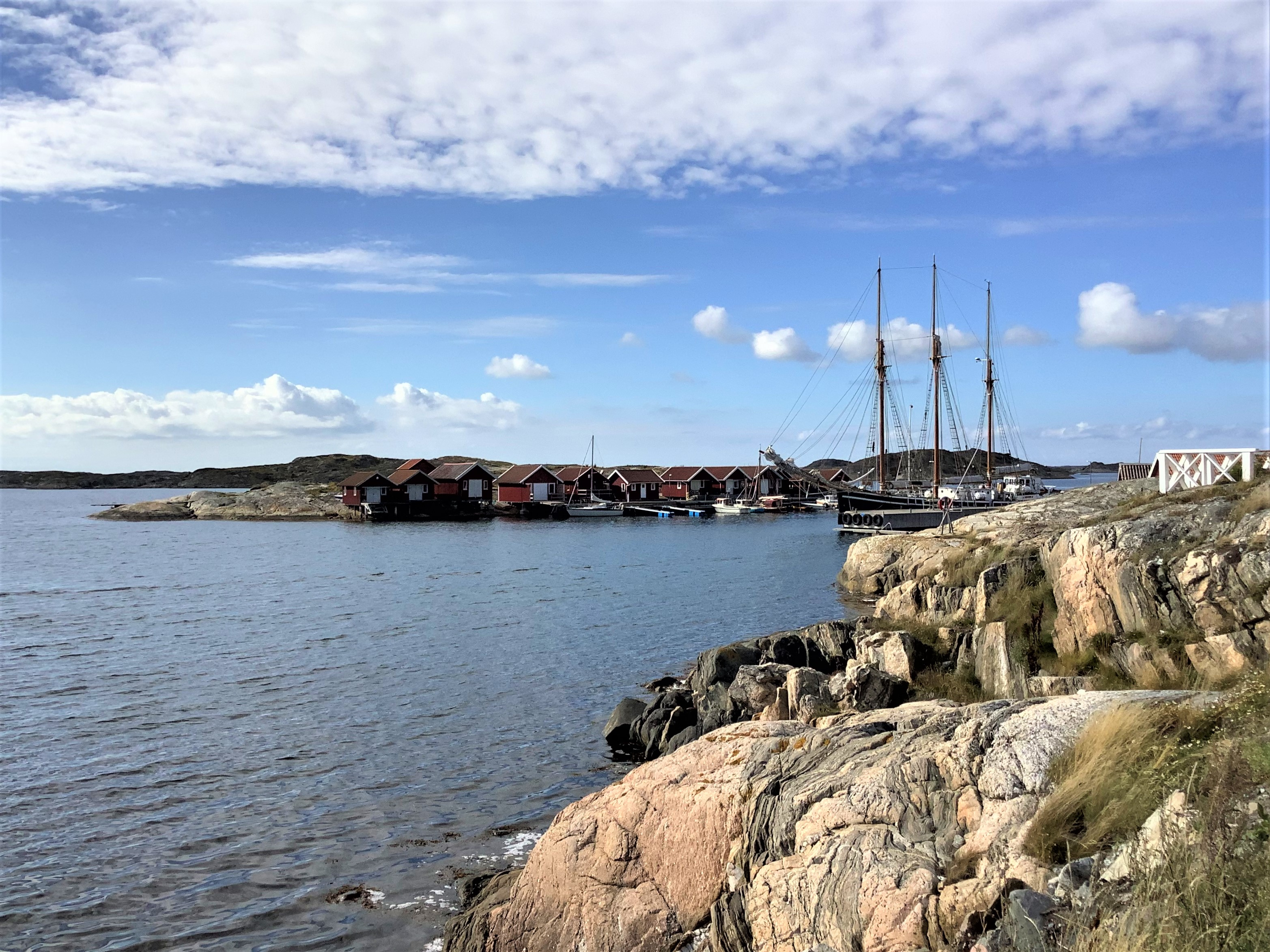
T/S Westkust i hemmahamnen Edshultshall, 2021.

T/S Westkust är en svensk skonare (segelfartyg) som numera fungerar som skolfartyg. Fartyget har Edshultshall på Orust som hemmahamn.

## Historik
Westkust byggdes 1932 som tremastskonare av Gustaf Groth på Sjötorps varv i Sjötorp. Beställare var skepparen Olof Hansson från Donsö. Byggnadssättet var det vanliga, kravell, och virket var ek och furu. 
År 1954 såldes Westkust till Simonsson på Skärhamn, där hon stannade till 1964.
En något mörkare period för skutan var när hon med hemmahamn i Visby blev riksbekant för spritsmugglingsresor på Östersjön. I Visby försvann även två av masterna, mesan- och stormast. Därefter låg hon under en period overksam och förtöjd vid en halvsjunken pråm i inloppet till Nyköping.
År 1967 såldes hon på exekutiv auktion till en uppsalaskeppare, men om hon fick Uppsala som hemmahamn är osäkert, då hon efter kort tid såldes till Dick Berghede, Göteborg. Återbördad till västkusten var det slut med lastfarten. Vid ankomsten till Göteborg var hon registrerad som motorfartyg och i det närmaste avriggad.
Hon blev huvudsakligen startfartyg och användes även vid diverse utbildningar och seglarskolor inom Göteborg-Hallands Seglarförbund. Dick Berghede renoverade henne till nära ursprungligt skick. Hon blev återigen riggad som tremastskonare och användes nu även i charterverksamhet. Den 18 augusti 1986 beslöt Orusts Skolfartygsförening att köpa henne och från januari 1987 har hon Edshultshall på Orust som hemmahamn..

## Verksamhet
Fartyget fungerar som skolfartyg åt den ideella föreningen Orust skolfartygsförening Förlig Vind med målsättning att till sitt ändamål att med seglande fartyg aktivt verka för utbildning av i första hand ungdom och dess fostran i sjömanskap, kamratskap och medansvar och att väcka ungdomars intresse för kultur och tradition kring hav, båtbyggeri och sjöfart..

## Data om Westkust
- Byggår: 1932
- Varv: Sjötorps Varv, Sjötorp
- Material: ek och fur
- L.ö.a: 28,56 meter
- Bredd: 7,17 meter
- Djupgående: 3,2 meter
- Dräktighet: 137 bruttoregisterton
- Segelarea: 463 m²
- Signalbeteckning: SHGI
- Ägare: Orust skolfartygsstiftelse, Orust